# Organización Akatsuki
Akatsuki (暁?  lit. 'Amanecer') es una organización perteneciente a la serie de manga Naruto, escrita e ilustrada por Masashi Kishimoto. Su formación se remonta a años antes del inicio de la historia, en época de guerra. Se trataba de un grupo con fines pacifistas, pero la muerte del líder, Yahiko, despertó en su amigo Nagato un sentimiento de odio hacia las grandes potencias ninja. Con la certeza de que el sometimiento es la única herramienta para garantizar la paz mundial, Nagato se deja manipular por Obito Uchiha y conduce a Akatsuki hacia la captura de las bestias con cola, cuyo poder será muy útil para su objetivo. Por esta razón necesitan apoderarse de Naruto Uzumaki, uno de los nueve ninjas que contienen una criatura en su interior. 
A pesar de que es la principal figura antagónica, Akatsuki no sale en los primeros volúmenes del manga, dado que Kishimoto aún no había tenido la idea de insertarlos en la historia. Una vez creados, construyó a varios integrantes de manera que resultaran antihéroes, debido a sus trágicos pasados. El diseño original dista del resultado final, ya que se los concibió como un grupo de ninjas de aspecto monstruoso, pero a la mayoría les terminó asignando una apariencia humana. Esta organización, que no pasa de diez miembros, se caracteriza por sus vestimentas e integrantes, todos desarraigados de sus aldeas y sumamente poderosos. Es por ello que Akatsuki supone una amenaza para los protagonistas cada vez que aparece en la historia.
Se encuentra entre los grupos de villanos más célebres de la industria, y se hizo especialmente popular por sus prendas y otras características. Por esta razón, sus personajes inspiraron cosplay y se fabricaron figuras de acción con imagen de estos. Se crearon más productos basados en Akatsuki, como ropa o sillas para jugar videojuegos. En cuanto a las críticas, la prensa elogió que los integrantes tengan diferentes ideologías y protagonicen las mejores batallas de la serie, así como el «estilo» general del grupo.

## Creación
En el momento de crear la obra, Masashi Kishimoto sabía cómo la terminaría, pero no tenía en mente incluir a Akatsuki ni a Madara Uchiha, puesto que el papel antagónico era solo de Orochimaru. Fue una vez iniciada la publicación que se le ocurrió la idea de una organización criminal integrada por poderosos ninjas de diferentes aldeas. Quiso retratarlos como antihéroes y no villanos, porque creyó que estos personajes deberían tener una razón para desarraigarse de la sociedad. A modo de ejemplo, las infancias trágicas de Itachi Uchiha, Nagato o Sasori de alguna forma explican sus acciones criminales posteriores. Es así como Kishimoto dio más espacio a Akatsuki en la historia: «Quería explorar sus orígenes en la misma medida que con los protagonistas». Modificó su concepto inicial de que todos los miembros tuvieran un aspecto monstruoso y optó por diseños humanos. No obstante, personajes como Kisame Hoshigaki, mitad tiburón, o Zetsu, de apariencia similar a una planta, conservan características en semejanza con monstruos.
Es la principal figura antagónica de la segunda parte del manga y protagoniza algunos de los combates más importantes. Sus integrantes son reconocibles fácilmente debido a que comparten la misma vestimenta, que consta de un abrigo negro decorado con nubes rojas de bordes blancos. Al ser ninjas renegados, lucen su protector shinobi con el símbolo de su respectiva aldea tachado, además de pintar sus uñas de distintos colores. Otra característica es que cada uno usa un anillo en un dedo específico, dependiendo del lugar que ocupe en la «Estatua Demoníaca del Camino Exterior» (外道魔像 Gedō Mazō?), una invocación que es fundamental en los objetivos de la organización. Kishimoto pensó en hacer de estos unos dispositivos con que los Akatsuki pudieran comunicarse entre sí mediante el chakra, concepción que nunca llegó a establecer, al no hallar tiempo suficiente para añadirla en la historia. Su símbolo, la nube roja en representación de la sangre derramada en la aldea natal de los fundadores, es reconocible en todo el mundo de Naruto y es motivo de alarma donde quiera que estén.

## Trasfondo
El origen de Akatsuki se remonta años antes del inicio de la historia, en tiempos de Madara Uchiha, quien tenía la intención de someter a la humanidad para obtener la paz. De anciano despertó el Rinnegan y pidió a Obito Uchiha que lo implantara en un joven llamado Nagato. Su objetivo era la activación del «Tsukuyomi Infinito» (無限月読 Mugen Tsukuyomi?), una técnica ilusoria a gran escala con la que se puede dominar el mundo. El mencionado Obito busca lo mismo, al estar corrompido por el odio. Cabe mencionar que existe otro personaje que también necesita del Tsukuyomi Infinito, Zetsu, cuya ambición es resucitar a su creadora, Kaguya Ōtsutsuki. Por esta razón, Zetsu coopera y engaña primero a Madara y luego, a Obito.
El fundador de la organización fue Yahiko, junto con sus camaradas Nagato y Konan, huérfanos que crecieron durante la Tercera Guerra Mundial Shinobi en la Aldea Oculta de la Lluvia, una pequeña comunidad azotada por ninjas de todos los bandos. El objetivo original de este grupo, que con el tiempo creció en número, era garantizar la paz en las aldeas más débiles no mediante la violencia, sino negociaciones y ayuda social. Consciente de la creciente influencia de Akatsuki, Salamandra Hanzō, quien sacaba provecho de este tipo de conflictos, causó la muerte de Yahiko. La pérdida de su amigo provocó que Nagato despertara el Rinnegan, se llenara de resentimiento y llegara a la conclusión de que la única forma de obtener la paz mundial era a través del sometimiento y el poder.
Nagato buscó a Obito —haciéndose pasar por el fallecido Madara—, quien anteriormente se había puesto en contacto con ellos, pero había sido rechazado por Yahiko, y este terminó liderando el grupo bajo las sombras. A partir de entonces, con Nagato actuando como «Pain», Akatsuki reclutó ninjas renegados muy poderosos, a quienes se instruyó en la captura de las nueve bestias con cola. Según el discurso de Pain, el control de estas criaturas les permitirá someter al mundo y garantizar la paz. No obstante, Obito no comparte esta visión y solo los utiliza como herramienta. En realidad, su «Plan Ojo de Luna» consta de hacerse con todas las bestias porque de esa forma invocará al Diez Colas. Así, activará el Tsukuyomi Infinito para que la población entre en un estado onírico donde cada uno vivirá una vida perfecta.

## Historia

### EnNaruto
Antes de relatar los acontecimientos, cabe resaltar que las bestias con cola se encuentran selladas dentro de un ninja, a quien se denomina «jinchūriki». La captura de estos shinobi no suele ser complicada, porque al principio desconocen que Akatsuki está detrás de ellos. Adicionalmente, la mayoría de aldeas no proporcionan seguridad a sus jinchūriki y, en el caso de que los tomen cautivos, tampoco se esfuerzan en rescatarlos. Para extraer la bestia con cola del interior, Pain usa una técnica llamada «Jutsu de Sellado: Nueve Dragones Ilusorios» (封印術・幻龍九封尽 Fūin jutsu: Genryū Kyū Fūjin?) y, cuando el proceso finaliza, la persona muere. La primera aparición de Akatsuki se produce en el decimosexto volumen, cuando Itachi Uchiha y Kisame Hoshigaki se infiltran en la Aldea Oculta de la Hoja con el objetivo de capturar a Naruto Uzumaki, jinchūriki del Nueve Colas. Consiguen llegar al joven aun cuando son detectados y superados en número, pero se retiran una vez que Jiraiya aparece en defensa de Naruto. A partir de esta misión, la banda supone una amenaza cada vez que sale en la historia.

Los cinco sellos que accionan la barrera usada por Akatsuki para extraer el Una Cola sin inconvenientes

Tras un salto en el tiempo de dos años, se introducen dos miembros: Sasori y Deidara, quienes eluden la seguridad de la Aldea Oculta de la Arena y raptan al Kazekage, Gaara, en cuyo interior se encuentra el espíritu del Una Cola. Si bien esta misión resulta más complicada de lo acostumbrado debido al alto cargo del jinchūriki, se logra la extracción, a costa de la vida de Sasori, derrotado por el grupo asignado al rescate de Gaara. Después de esto, el mundo ninja se entera sobre la existencia de esta banda criminal. El lugar de Sasori pasa a ocuparlo el propio Obito, quien oculta su rostro bajo una máscara y se hace llamar «Tobi». Similar a lo esquematizado en el mencionado rescate del Kazekage, el siguiente arco donde Akatsuki hace presencia abre con dos integrantes no presentados, Hidan y Kakuzu, persiguiendo a una jinchūriki, la del Dos Colas. Nuevamente, el sellado se logra, pero produce bajas, ya que ambos son asesinados durante otro intento de capturar a Naruto.
Con el avance de la historia, Akatsuki continúa extrayendo el poder de las bestias, excepto del Ocho y el Nueve Colas, los cuales se encuentran en el interior de Killer Bee y Naruto, respectivamente. Tanto Itachi como Deidara mueren en batalla ante Sasuke Uchiha, en circunstancias ajenas a la organización. Más adelante, se revelan más detalles sobre Pain: gobierna la Lluvia de manera totalitaria y eso facilita la movilización de Akatsuki. El líder asume personalmente la misión de secuestrar a Naruto y produce una masacre en la Hoja, que queda destruida. Tras una batalla y una posterior conversación con el protagonista, Nagato se arrepiente de sus crímenes y con su Rinnegan revive a todos aquellos que asesinó en su invasión, gracias a una habilidad que le provoca la muerte.
Obito procede a quitarle la vida a Konan, quien pese a ser su compañera seguía siéndole fiel a Nagato, y a aliarse con Sasuke, quien acaba de formar un equipo conocido como «Taka». Estos ninjas reciben la orden de dirigirse a la Aldea Oculta de la Nube y reducir a Killer Bee, cosa de la que no son capaces. Las fuerzas de Akatsuki siguen mermando cuando Kisame también falla en capturar a Killer Bee y se suicida con el fin de evitar que le saquen información sobre el grupo. Obito declara la Cuarta Guerra Mundial Shinobi para hacerse con los jinchūriki faltantes y, al solo quedar vivo Zetsu, une fuerzas con Kabuto Yakushi, quien aumenta exponencialmente el poder de la banda al poseer una técnica llamada «Invocación: Reencarnación del Mundo Impuro» (口寄せ・穢土転生 Kuchiyose: Edo Tensei?), que le permite revivir ninjas muertos y controlarlos —Madara, entre ellos—. Es durante el transcurso de este conflicto que la participación de Akatsuki como tal llega a su fin, cuando se revela que Zetsu es un traidor que solo pretende resucitar a su creadora, Kaguya Ōtsutsuki, quien posee el cuerpo de Madara. Obito se redime y une fuerzas con los protagonistas para sellar a Kaguya y Zetsu, algo que se consigue, aunque él muere.

### En otros medios
Tras la finalización del manga, se publicó una serie de novelas ligeras que sirvieron como epílogo, de las cuales la séptima y última es Akatsuki Hiden, escrita por Shin Towada. Con una trama centrada en la organización, Shūeisha la publicó a principios de julio de 2015 en Japón. Además, se serializó una historieta a modo de secuela llamada Boruto: Naruto Next Generations. Si bien Akatsuki ya no existe ni representa amenaza alguna, un shinobi llamado Shin busca refundarla, porque cree que la paz no deja progresar a la sociedad. Aun siendo portador de numerosos Sharingan, es derrotado por los protagonistas. También se ha incluido a la organización en varios productos de la franquicia, como videojuegos. Por ejemplo, en Naruto Shippūden: Ultimate Ninja Storm Revolution (Namco Bandai, 2014) se incluyeron cinemáticas que muestran cómo se reclutó a algunos miembros. Otras entregas incluso llevan el nombre de la organización en su título, tal es el caso de Naruto Shippuden: Legends: Akatsuki Rising (Namco Bandai, 2009). En 2012, en un evento japonés para promocionar Road to Ninja: Naruto the Movie, los presentes podían participar de una atracción donde el objetivo era fingir ser un genin e infiltrarse en una guarida de Akatsuki. En 2017 se produjo el musical Live Spectacle Naruto: Akatsuki no Shirabe, en el que se incluyó a algunos miembros.

## Miembros
Los integrantes de Akatsuki son ninjas renegados de sus aldeas y actúan en parejas de dos. Cada uno tiene diferentes ideologías y objetivos, motivo por el que no hay sentimiento de camadería entre la mayoría de ellos. Muchos tampoco demuestran ser sumamente leales a la organización, cuya verdadera meta casi ninguno conoce, y algunos incluso llegan a conspirar en su contra. Se encuentran entre los personajes más fuertes de Naruto, tan es así que son capaces de enfrentarse a bestias con cola. A continuación se los describirá brevemente, por orden de aparición, con excepción de aquellos exclusivos del anime y de los miembros originales, oriundos de la Aldea Oculta de la Lluvia.
- Orochimaru (大蛇丸?), desertor de la Aldea Oculta de la Hoja y dueño de múltiples habilidades —incluida la absorción de cuerpos—, además de conocimientos y experiencia en batalla.[12] Se unió poco tiempo después de irse de la Hoja e hizo equipo con Sasori, pero desertó en algún momento anterior al inicio de la historia. Esto sucedió una vez que Itachi llegó a Akatsuki, puesto que Orochimaru se obsesionó con la idea de robarle el Sharingan y lo atacó. No obstante, el Uchiha lo contrarrestó con una técnica ilusoria y le cortó la mano izquierda.[31] Portaba el anillo «Cielo» (空 Kū?) en el meñique izquierdo y se lo llevó consigo en el momento en que abandonó el grupo, con lo cual su lugar en la estatua nunca se reemplazó.[8][32]

- Itachi Uchiha (うちはイタチ Uchiha Itachi?) se unió después de masacrar a todo su clan, aunque más adelante se revela que esto estuvo gestionado por la Hoja.[14] Así, la verdadera razón de su incorporación es vigilar a Akatsuki y mantenerlos alejados de su aldea natal.[31] Es uno de los ninjas más poderosos de su generación, y entre sus habilidades a destacar se encuentra el Mangekyō Sharingan y su uso de técnicas ilusorias.[12] De carácter reservado, hace equipo con Kisame, con quien contrasta, ya que este es mucho más escandaloso y agresivo.[21] Lleva su anillo, «Escarlata» (朱 Shu?), en el dedo anular derecho.[8][32]

- Kisame Hoshigaki (干柿鬼鮫 Hoshigaki Kisame?) en el pasado asesinó a muchos de sus compañeros, para que información confidencial sobre la Aldea Oculta de la Niebla no fuera sustraída por el enemigo.[21] En algún punto los altos mandos del País del Agua comenzaron a perseguirlo, por lo que se refugió en Akatsuki.[7] Obito —suplantando la identidad de Madara— le ofreció el puesto y le reveló su Plan Ojo de Luna, lo que convierte a Kisame en uno de los pocos miembros que conoce el verdadero objetivo de la organización.[21] Es especialista en técnicas de agua y porta la espada «Samehada» (鮫肌?), con la cual absorbe chakra.[12] Lleva su anillo, «Sur» (南 Nan?), en el dedo anular izquierdo.[8][32]

- Zetsu (ゼツ?) es una entidad ancestral que consta de dos partes, una blanca y otra negra. El primero es una creación de Madara, quien lo hizo con base en ácido desoxirribonucleico de Hashirama Senju, y el segundo es obra de Kaguya Otsutsuki.[23][33] El lado negro, por lo tanto, simplemente espera que Obito cumpla el Plan Ojo de Luna para traicionarlo.[11] Su labor no es entrar en combate, sino recopilar información, y actúa en solitario, a diferencia de los demás.[33] Le resulta sencillo conseguir datos debido a su habilidad de infiltración, que consiste en fundirse con objetos sólidos y desplazarse a través de estos.[33] Su anillo, «Jabalí» (亥 Gai?), se encuentra en el meñique derecho.[8][32]

- Sasori (サソリ?), desertor de la Aldea Oculta de la Arena y quizás el mejor titiritero de Naruto.[34] Tiene un arsenal de múltiples marionetas hechas con cuerpos de ninjas que asesinó, a las cuales controla con chakra, y más adelante se muestra que transformó casi todo su cuerpo en un títere, por lo que es muy difícil herirlo.[12][35] Integra el grupo desde algún momento posterior a la Tercera Guerra Mundial Shinobi, lo que lo convierte en uno de los miembros más antiguos.[36] Primero hizo pareja con Orochimaru, a quien guarda rencor por haberlos abandonado, y luego con Deidara.[31][15] Lleva el anillo «Joya» (玉 Gyoku?) en el pulgar izquierdo.[8][32]

- Deidara (デイダラ?), oriundo de la Aldea Oculta de la Roca. Fue reclutado tras perder una pelea contra Itachi, quien lo atrapó con una habilidad ilusoria, y con diecinueve años es el miembro de Akatsuki más joven.[31][36] Moldea arcilla con bocas que salen de sus manos, la transforma en explosivos y ataca a sus oponentes con bombas.[12] Su pareja fue Sasori y, posteriormente, Tobi, cuya actitud infantil suele irritarlo.[15][36] Usa el anillo «Azul» (青 Ao?) en el dedo índice derecho.[8][32]

- Obito Uchiha (うちはオビト Uchiha Obito?), quien inicialmente se hace llamar «Tobi» (トビ?) para ocultar su identidad, es el líder encubierto de Akatsuki. Cuando actúa como Tobi, asume una actitud inocente y cómica, si bien nunca se lo ve en peligro debido a sus habilidades secretas.[36] Proveniente de la Hoja, es uno de los ninjas más poderosos de la historia, al poseer una técnica del Sharingan que hace intangible su cuerpo.[12] Toma el anillo de Sasori una vez que este muere y, al igual que él, lo usa en el dedo pulgar izquierdo.[8][32]

- Hidan (飛段?), renegado de la pequeña Aldea de las Aguas Termales. Religioso fundamentalista, es inmortal, aunque es posible incapacitarlo.[4][12] Aprovecha esta condición con su técnica que permite dañar al oponente haciéndose daño a sí mismo, siempre y cuando se cumplan ciertos requisitos.[12] No obstante, su habilidad en combate, inferior a la de sus pares, así como todo lo que conlleva preparar su ritual lo convierten en el miembro más débil.[6] Usa el anillo «Tres» (三 San?) en el dedo índice izquierdo.[8][32]

- Kakuzu (角都?), ninja de la Aldea Oculta de la Cascada, de la cual huyó después de asesinar a los gobernantes.[37] Posee mucha vitalidad aun cuando tiene cerca de cien años,[14][36] en virtud de su capacidad de robar corazones a múltiples shinobi e implantarlos en sí mismo, por lo que para eliminarlo es necesario matarlo varias veces.[37] En sus años en Akatsuki ha asesinado a muchos de sus compañeros, razón de que se lo haya emparejado con Hidan, porque no hay forma de que lo mate.[14] Su anillo, «Norte» (北 Hoku?), se halla en el dedo corazón izquierdo.[8][32]

- Nagato (長門?), quien bajo la identidad de «Pain» (ペイン Pein?) lidera oficialmente la organización. Mediante el Rinnegan controla seis cadáveres —incluido el de Yahiko— como si fueran parte de su cuerpo, cada uno de los cuales posee una habilidad diferente, en lo que se conoce como los «Seis Caminos del Dolor» (ペイン六道 Pein Rikudō?).[38] Gobierna la Aldea Oculta en la Lluvia natal de forma totalitaria y su poder fácilmente es comparable al de todo un ejército de ninjas, dado que es capaz de destruir ciudades enteras.[12][13] Independientemente de lo planeado por Obito, busca hacerse con las bestias con cola para usarlas como amenaza y así crear una paz artificial.[13] Lleva su anillo, «Cero» (零 Rei?), en el pulgar derecho.[8][32]

- Konan (小南?), una de las fundadoras de Akatsuki.[14] También gobierna la Lluvia, de donde proviene, y es profundamente leal a su compañero, Nagato, más que a la propia organización.[31] Su habilidad consiste en utilizar papeles tanto ofensiva como defensivamente,[14] y se sabe que se encargó personalmente de reclutar a varios miembros.[14] Usa el anillo «Blanco» (白 Bya?) en el dedo corazón de la mano derecha.[8][32]

| Pain | Deidara | Konan | Itachi | Zetsu | Orochimaru | Kisame | Kakuzu | Hidan | Sasori |
| ---- | ------- | ----- | ------ | ----- | ---------- | ------ | ------ | ----- | ------ |
|      |         |       |        |       |            |        |        |       |        |

### Afiliaciones
Luego del confrontamiento con Itachi, Sasuke cambia el nombre de su organización de «Hebi» a «Taka», uniéndose así a Akatsuki junto con Karin, Suigetsu y Jūgo para retomar la caza de los jinchūriki.

## Recepción

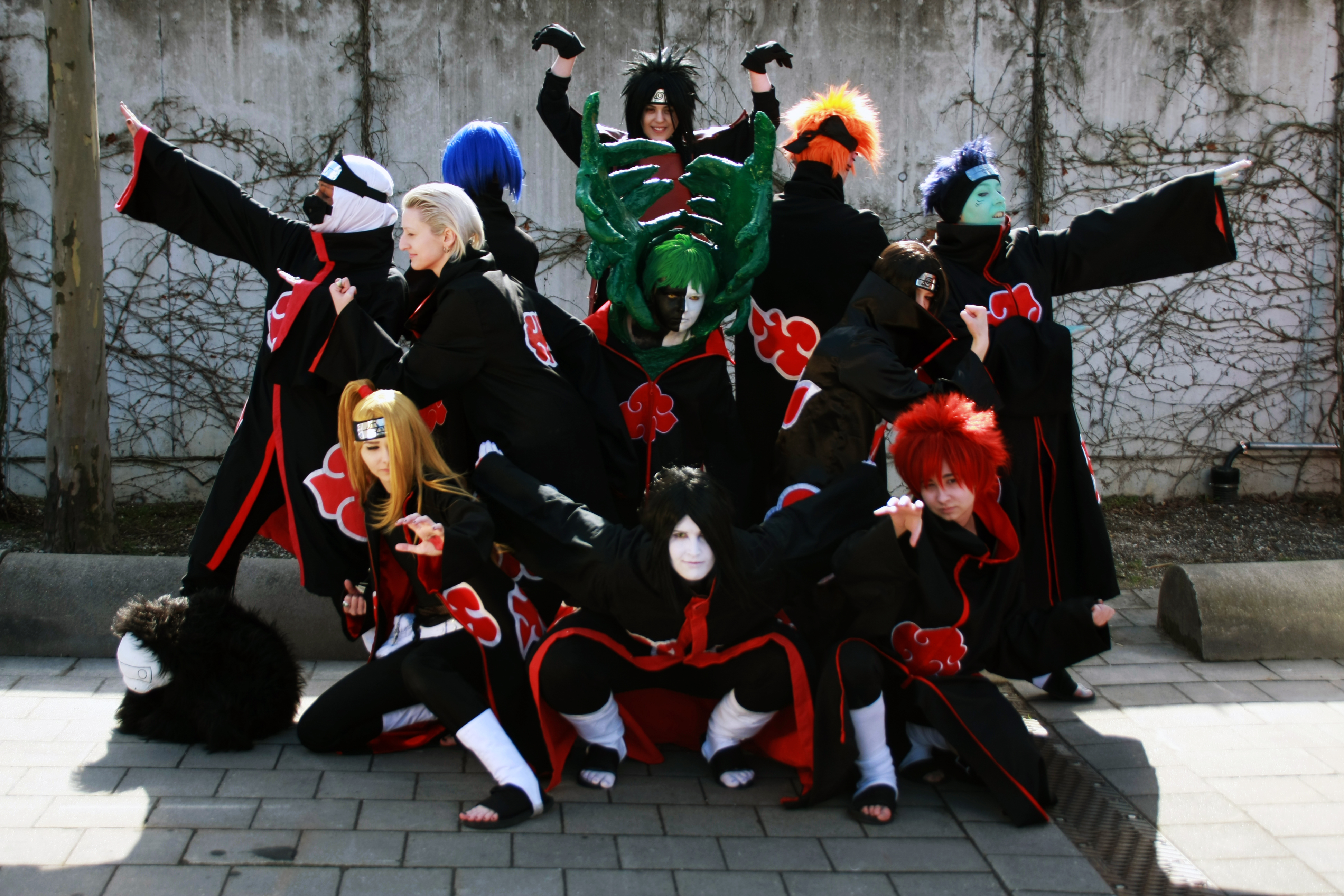
Cosplayers de Akatsuki

Los medios de comunicación elogiaron varios aspectos de este grupo de personajes, como sus diferentes ideales, la crueldad de algunos y el «estilo» general de la organización, con respecto de la vestimenta. El sitio web Comic Book Resources la ubicó segunda en su lista de las mejores diez organizaciones malvadas del anime, en donde se destacó a sus intimidantes miembros y sus «abrigos negros con nubes rojas, que infunden miedo a shinobi de todo el mundo». Amanda Bruce, analista de esa página, halló incongruente un hecho relacionado con Akatsuki: que el protagonista haya provocado remordimiento a Nagato y Obito, dos villanos que cometieron crímenes durante décadas y nunca mostraron arrepentimiento alguno. Shannon Brady escribió en Screen Rant que las batallas protagonizadas por Akatsuki son las mejores de la serie y las definió como «clásicos instantáneos». Además, dijo: 

Las peleas contra los Akatsuki no solo son esenciales para la historia, sino que están cargadas de emoción y dramatismo. En cada una los héroes tienen que adaptarse y mejorar para sobrevivir. Además de servir como espectáculo, generan grandes momentos de personajes y son interesantes desde un punto de vista estratégico.

Conglomerados de prensa se refirieron a Akatsuki como uno de los grupos de villanos más icónicos de la industria del manga y anime. Particularmente, las prendas usadas por los integrantes y otros símbolos relacionados con la organización se hicieron muy populares. Por este motivo, se ha realizado cosplay tanto de estos personajes como de otros, vestidos con la característica túnica negra. En cuanto a mercadotecnia, se lanzaron al mercado figuras de acción; prendas, ya sea sudaderas o zapatos con los colores del grupo; sillas para jugar videojuegos y fundas para estas; y lámparas led.